# Carl Potts
Carl Potts, né le 11 novembre 1952, est un scénariste et éditeur de comics américain.

## Biographie
Carl Potts naît le 11 ou 12 novembre 1952 à Oakland en Californie et passe son enfance dans la baie de San Francisco Bay Area puis à  Hawaii. Il reçoit un Associate degree en art publicitaire au College Chabot de Hayward. Il reçoit aussi un Baccalauréat universitaire de l'Empire State College.
Après avoir contribué à des fanzines , Potts est engagé par DC pour aider  Jim Starlin et Alan Weiss sur un épisode de Richard Dragon: Kung Fu Fighter mais sa carrière commence vraiment en 1975.
Après avoir déménagé à New York, il travaille quelque temps en indépendant avant de rejoindre la société de publicité de Neal Adams et la société de production de comics Continuity Studios ; il est alors aussi un membre des Crusty Bunkers. En 1983 il est engagé par Marvel Comics comme éditeur,.
Chez Marvel Potts découvre ou travaille avec de nombreux auteurs importants comme Arthur Adams,, Jon Bogdanove, June Brigman, Jim Lee, Mike Mignola, Mike Okamoto, Whilce Portacio, Terry Shoemaker, Steve Skroce, Larry Stroman, Sal Velutto, Chris Warner et Scott Williams. Il supervise le passage du Punisher qui de personnage secondaire devient une franchise. Il est l'éditeur de nombreux titres dont The Incredible Hulk , Docteur Strange, The Defenders, The Thing Alpha Flight et Moon Knight.  Il participe aussi à la création de Amazing High Adventure, Power Pack, Strikeforce: Morituri et What The--?!.
En plus de son travail d'éditeur Carl Potts crée, scénarise ou dessine des comics. Ainsi il crée Last of the Dragons qui apparaît dans la revue Epic Illustrated du numéro 15 au 20 (décembre 1982 à octobre 1983), écrit par Dennis O'Neil et encré par Terry Austin,. En 1983, Potts avec Alan Zelenetz et Frank Cirocco crée la série Alien Legion,.
Potts écrit et prépare les planches des premiers épisodes de la série Punisher War Journal en 1988 que Jim Lee complète ensuite. En 1989, Potts est nommé éditeur exécutif de la collection Epic et d'environ 1/3 des comics Marvel. Cinq ans plus tard, il devient responsable éditorial des départements "General Entertainment"  et Epic Comics.
Après 13 ans chez Marvel, Potts devient directeur de la création chez VR-1 une société spécialisée dans le jeu en ligne massivement multijoueur. Il travaille ensuite avec Gary Winnick et Lightsource Studios avant d'être de nouveau indépendant. Il enseigneà la School of Visual Arts et l'Academy of Art University.